# Battaglia di Leuttra
La battaglia di Lèuttra fu combattuta tra Spartani e Tebani il 6 luglio 371 a.C.; costituì l'inizio dell'egemonia tebana.

## Antefatti
Nel 382 a.C. una guarnigione spartana, guidata da Febida, si era impossessata della Cadmea, la rocca di Tebe, con la connivenza di Leonziade, Archia ed altri politici tebani, che, protetti dai militari lacedemoni, governarono la città come tiranni. Dopo circa tre anni un gruppo di esuli, guidati da Pelopida ed appoggiati da altri concittadini, tra i quali Caronte, nell'inverno del 379-378 a.C. rovesciarono il governo oligarchico e scacciarono i militari lacedemoni, restaurando la democrazia a Tebe.
Come conseguenza, scoppiò un conflitto, detto guerra beotica, tra Sparta e Tebe, quest'ultima alleatasi con Atene. La guerra si protrasse senza né vinti né vincitori per otto anni fino alla decisiva battaglia di Leuttra, nonostante i tentativi di mediazione di Atene del 375 a.C. e del 371 a.C., l'ultimo dei quali portò Atene ad uscire dal conflitto ma a lasciare, soprattutto per l'intransigenza di Epaminonda, beotarca tebano, Sparta e Tebe ancora in guerra.

## Svolgimento

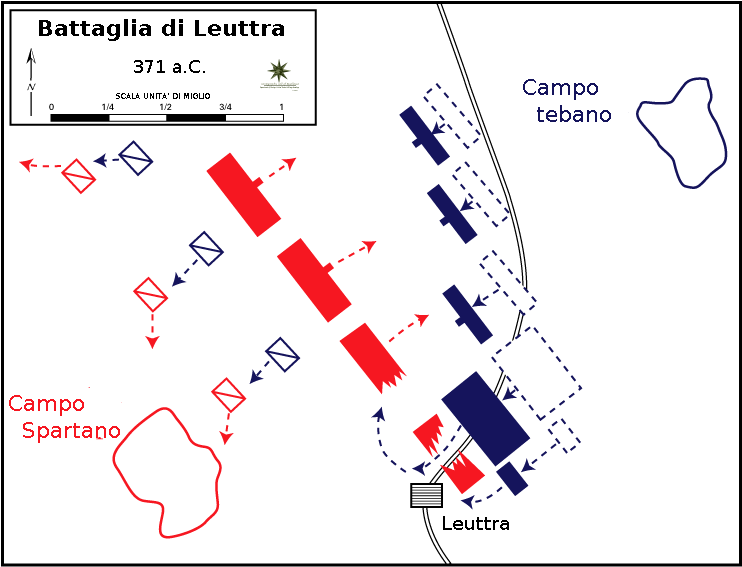
La battaglia di Leuttra (371 a.C.) mostrò i vantaggi portati dalle innovazioni tattiche di Epaminonda.

Dopo il fallimento della conferenza del 371 a.C., che doveva, nei piani ateniesi, portare alla pace, Cleombroto I, uno dei due re di Sparta, si diresse col suo esercito verso Tebe e si accampò nella piana di Leuttra, nel territorio di Tespie. Ad Epaminonda fu assegnato il comando delle truppe tebane, che contavano circa seimila opliti, dei quali i trecento soldati scelti del battaglione sacro, agli ordini di Pelopida, mentre l'esercito spartano era di diecimila effettivi, dei quali settecento Spartiati.
Il 6 luglio del 371 a.C. i due eserciti si schierarono pronti per la battaglia. Dopo uno scontro delle cavallerie, dove ebbero la meglio i Tebani, superiori in numero in questo reparto, le truppe spartane si disposero in maniera tradizionale, con gli Spartiati, guidati da Cleombroto, disposti sulla destra su una decina di file, mentre Epaminonda introdusse una notevole innovazione, schierando il battaglione sacro e le altre truppe scelte sulla sinistra, proprio di fronte al re spartano, disposte su cinquanta file: questa tecnica, perfezionata nella battaglia di Mantinea nove anni dopo, era la cosiddetta falange obliqua.
Plutarco racconta che Cleombroto intuì la tattica tebana, che puntava sul respingimento degli Spartiati con un attacco frontale portato da una falange profonda, e tentò di modificare lo schieramento aggirando il nemico, ma il battaglione sacro di Pelopida si lanciò contro lo schieramento del re spartano con un tale impeto e una tale decisione prima che questo avesse di nuovo serrato le file, che lo sbaragliò completamente.
Lo stesso Cleombroto morì in battaglia, trafitto da un'asta. Fu la prima volta che un re spartano cadde in battaglia per mano di un soldato greco. Secondo Plutarco, questa sarebbe la dimostrazione del fatto che i nemici degli Spartani avevano in genere un fortissimo timore reverenziale nei confronti della dignità del re, tanto da esitare nel lanciarsi contro di lui in uno scontro diretto.
Mille Peloponnesiaci vennero uccisi, tra i quali quattrocento Spartiati, mentre i Beoti persero solo trecento uomini.

## Conseguenze
La vittoria di Leuttra segnò la fine dell'egemonia spartana sulla Grecia e l'inizio di quella tebana. Gli alleati peloponnesiaci, infatti, vista la sconfitta e la perdita di più di metà degli Spartiati, revocarono le loro alleanze con Sparta, mentre a Tebe furono attribuiti grandi onori a Epaminonda e a Pelopida, che proseguirono la guerra invadendo il Peloponneso e strappando diverse città al dominio spartano.
Le tecniche militari di Epaminonda, sperimentate nella battaglia di Leuttra, fecero scuola nell'arte della guerra, tanto che il futuro re macedone Filippo II, nel periodo in cui fu ostaggio a Tebe, le fece sue e le sfruttò per migliorare l'efficienza del suo esercito e guadagnare così una posizione di forza in Grecia.